# Slätkväkare
Slätkväkare (Leiostomus xanthurus) är en salt- och brackvattensfisk i familjen havsgösfiskar som finns utanför Nordamerikas östkust. Namnet "kväkare" kommer sig av att hanen kan frambringa ett trummande – kväkande ljud med hjälp av simblåsan.

## Utseende
En fisk med förhållandevis kort kropp och hög rygg som är sammantryckt från sidorna samt ett kort huvud med liten mun. Den har en enda ryggfena, som emellertid är delad i en främre del med 9 till 11 hårda taggstrålar, och en bakre del med 29 till 35 mjukstrålar av ett kraftigt hack. Analfenan har 2 taggstrålar och 12 till 13 mjukstrålar. Stjärtfenans bakkant är vinklad inåt.) Kroppen är upptill blågrå till silverfärgad med en gulaktig anstrykning, och med 12 till 15 mörka tvärstrimmor, som kan bli otydliga hos äldre individer, längs sidorna ner till ungefär mittlinjen. Bakom gällockets övre kant sitter en stor, mörk, rund fläck. Fenorna är ljusgula med undantag för rygg- och bukfenorna som är mjölkvita. Buken är guldgul till gulbeige. Som mest kan den bli 36 cm lång (även om få blir mycket längre än 25 cm) och väga 450 g.

## Vanor
Slätkväkaren lever i stora stim, ofta på över 100 individer, som långsamt rör sig efter sand- och dybottnar i kustvatten och flodmynningar ner till 60 meters djup, även om de vanligen håller sig på grundare vatten. Födan består av bottenlevande ryggradslösa djur som räkor, små krabbor, havsborstmaskar, små mollusker och småplankton, samt fiskar och detritus, både av växter och djur.
Hanen kan ge ljud ifrån sig, ett trummande ljud som produceras av simblåsan. Som mest kan arten bli 5 år gammal.

### Fortplantning
De flesta individer blir könsmogna före 2 års ålder, men vissa dröjer ytterligare ett år. Under hösten till tidiga våren drar de sig längre ut för att leka. Leken sker nattetid och under denna kan honan producera mellan 100 000 och 1,7 miljoner ägg. De pelagiska äggen kläcks snabbt, vid 20 ºC inom ett dygn. Larverna har konsumerat innehållet i gulesäcken efter omkring 5 dagar. De tros föras passivt till kustnära bukter och flodmynningar av strömmar och vind. De håller sig gärna i bräckt och till och med sött vatten den första tiden.

## Utbredning
Slätkväkaren finns längs Nordamerikas östkust från Massachusetts i USA till norra Mexiko med undantag av södra Florida.

## Ekonomisk användning
Trots storleken anses arten vara en god matfisk, speciellt lämpad att steka. Den fiskas även för att användas som djurfoder, och är också en populär sportfisk.